# لقمه‌ماهی تشی
لقمه‌ماهی تشی (نام علمی: Urogymnus asperrimus) نام یک گونه از تیره پوماهی است.